# Scymnus rufipes rufipes
Scymnus rufipes rufipes é uma subespécie de insetos coleópteros polífagos pertencente à família Coccinellidae.
A autoridade científica da subespécie é Fabricius, tendo sido descrita no ano de 1798.
Trata-se de uma subespécie presente no território português.